# Abeona Mons

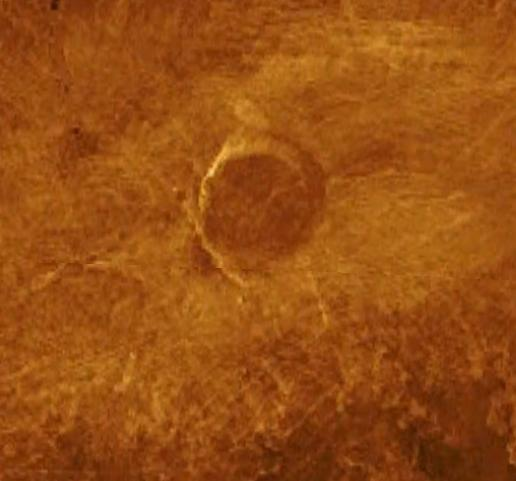
Ảnh chụp Abeona Mons.

Abeona Mons là một ngọn núi trên Sao Kim được đặt theo tên của nữ thần Abeona.

## Tọa độ
Núi Abeona Mons nằm ở toạ độ là 44.8°N 273.1°Đ.

## Đường kính
Abeona Mons có đường kính là khoảng 375 kilomet.